# Holding the Man
Pour plus de détails, voir Fiche technique et Distribution.
Holding the Man est un film dramatique australien, réalisé par Neil Armfield et sorti en 2015. Adaptation des mémoires de l’acteur australien Timothy Conigrave, le film relate les épreuves subies par un jeune couple homosexuel dans les années 1970-1990.

## Origine
Il s'agit d'une adaptation des mémoires australiens de Timothy Conigrave (1959-1994), publiés en 1995 par Penguin Books. Le titre se réfère à une transgression aux règles du football australien, que pratiquait son petit ami.

## Synopsis
En 1976, Timothy et John, deux lycéens de Melbourne, tombent amoureux l’un de l’autre. Les adolescents vivent leur amour de façon discrète. Mais leurs parents, qui viennent à découvrir la nature de leur relation, s’opposent à cette liaison. Les adolescents décident cependant de rester en couple et, progressivement, leurs parents acceptent la situation.
Par la suite, le couple emménage dans un appartement à Melbourne. Alors que la routine s’installe, Timothy envisage des relations non exclusives ou extraconjugales, ce qui suscite la colère de son petit ami. Timothy part finalement poursuivre ses études à l’Institut national d'art dramatique, à Sydney, où il enchaîne les conquêtes. Lassé par cette nouvelle vie, il retrouve John, et le couple se reforme.
Mais en 1985, lors d’une consultation médicale, ils apprennent qu'ils sont tous deux porteurs du VIH. Dans un premier temps, ils pensent que John est à l’origine de la contamination. Plus unis que jamais, ils décident de lutter ensemble contre la maladie. Mais les doutes et la culpabilité traquent Timothy alors que l’état de santé de son compagnon semble se dégrader.

## Fiche technique
- Titre original : Holding the Man
- Réalisation : Neil Armfield
- Scénario : Tommy Murphy, d'après les mémoires de Timothy Conigrave
- Direction artistique : Josephine Ford
- Décors : Mandi Bialek-Wester
- Costumes : Alice Babidge
- Photographie : Germain McMicking
- Montage : Dany Cooper
- Production : Kylie Du Fresne
- Société de production : Screen Australia ; Goalpost Pictures (coproduction)
- Société de distribution : Transmission Films
- Pays d'origine :  Australie
- Langue originale : anglais
- Format : couleur
- Genre : drame
- Durée : 128 minutes
- Dates de sortie :
  - Australie : 14 juin 2015 (Festival du film de Sydney) ; 27 août 2015 (nationale)
  - France : 1er août 2016 (VOD[1])

## Distribution
Sauf indication contraire, les informations mentionnées dans cette section peuvent être confirmées par la base de données cinématographiques IMDb,  présente dans la section « Liens externes ».
- Ryan Corr (VF : Benjamin Gasquet) : Timothy Conigrave (en)
- Craig Stott (en) (VF : Yoann Sover) : John Caleo
- Sarah Snook (VF : Camille Donda) : Pepe Trevor (en)
- Lee Cormie (en) (VF : Thomas Sagols) : Eric
- Guy Pearce (VF : Pierre Tessier) : Dick Conigrave
- Anthony LaPaglia (VF : Michel Dodane) : Bob Caleo
- Camilla Ah Kin (VF : Clara Borras) : Lois Caleo
- Kerry Fox : Mary Gert Conigrave
- Tom Hobbs (VF : Rémi Caillebot) : Peter Craig
- Geoffrey Rush (VF : Patrick Béthune) : Barry
- Luke Mullins (VF : Vincent Ropion) : Richard
- Caleb McClure : Nick Conigrave
- Brian Lipson (VF : Fabien Jacquelin) : le père O'Malley
- David Woods (VF : Emmanuel Karsen) : Chook Hennessey, le professeur d'art dramatique
- Thomas Hatchman (VF : Juan Llorca) : Biscuit
- Tessa de Josselin (en) : Anna Conigrave
- PiaGrace Moon (af) : Prue
- Tegan Higginbotham : Gina
- Paul Goddard (en) : le père Woods
- Kaarin Fairfax (en) : elle-même, chanteuse au mariage

 Source et légende : version française (VF) sur RS Doublage et selon le carton du doublage français.

## Accueil

### Sortie nationale
Holding the Man est présenté en avant-première au Festival du film de Sydney, le 14 juin 2015, et au Festival international du film de Melbourne, le 8 août 2015, où il fut nommé meilleur film. Sa sortie nationale en Australie se donne le 27 août 2015.
En France, il sort le 1er août 2016 en vidéo à la demande sur Netflix.

## Distinctions

### Récompenses
- Australian Writers' Guild 2015 : Meilleur film d'adaptation pour Kylie Du Fresne
- ASE Award 2015 : Meilleur montage pour Dany Cooper
- AFCA Awards 2015 : Meilleur acteur pour Ryan Corr
- Film Critics Circle of Australia 2015 :
  - Meilleur scénario pour Tommy Murphy
  - Meilleurs décors pour Josephine Ford
- SPA Awars 2015 : Meilleure production du film pour Kylie Du Fresne

### Nominations
- AACTA Awards 2015 :
  - Meilleur film pour Kylie Du Fresne
  - Meilleur réalisateur pour Neil Armfield
  - Meilleur scénario adapté pour Tommy Murphy
  - Meilleur acteur pour
  - Meilleur acteur dans un second rôle pour Anthony LaPaglia
  - Meilleur montage pour Dany Cooper
- AFCA Awards 2015 :
  - Meilleur film pour Kylie Du Fresne
  - Meilleur réalisateur pour Neil Armfield
  - Meilleur scénario pour Tommy Murphy
  - Meilleur acteur dans un second rôle pour Anthony LaPaglia
- ASSG Award 2015 : Meilleur son
- AWGIE Awards 2015 : Meilleur scénario pour Tommy Murphy
- Festival international du film de Melbourne 2015 : People's Choice Award du meilleur film pour Neil Armfield
- Film Critics Circle of Australia 2015 :
  - Meilleur film pour Kylie Du Fresne
  - Meilleur réalisateur pour Neil Armfield
  - Meilleur acteur pour Ryan Corr
  - Meilleur acteur dans un second rôle pour Anthony LaPaglia
  - Meilleur montage pour Dany Cooper